# دنیلو چلانو
دنیلو چلانو (ایتالیایی: Danilo Celano؛ زادهٔ ۷ دسامبر ۱۹۸۹) دوچرخه‌سوار اهل ایتالیا است.
از باشگاه‌هایی که در آن رکاب زده‌است می‌توان به کاخا رورال-سگوروس رخا اشاره کرد.